# Olaf Blanke

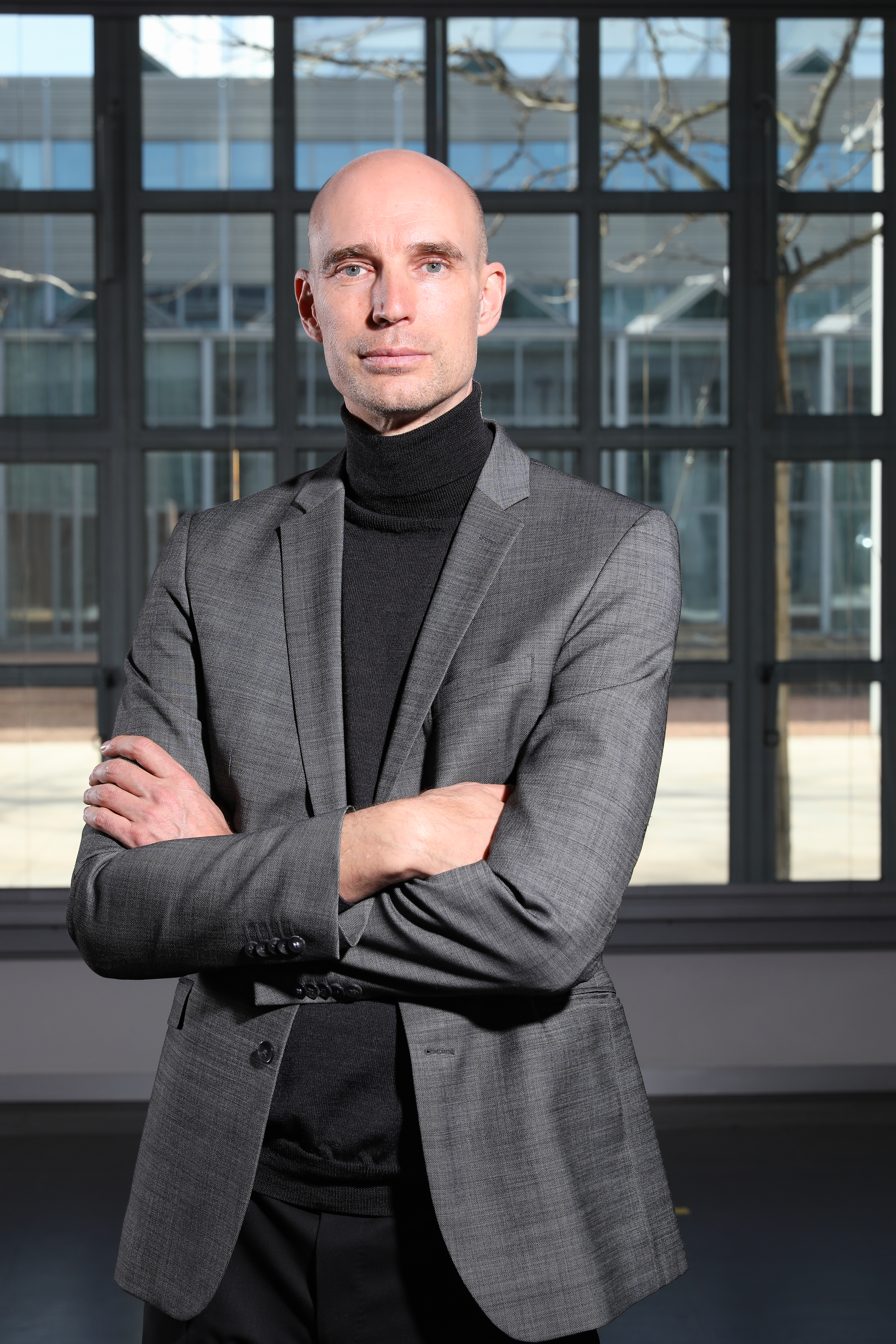
Olaf Blanke (2021)

Olaf Blanke (geboren 1969) ist ein Schweizer und deutscher Arzt, Neurologe und Neurowissenschaftler. Er ist Inhaber des Bertarelli Foundation Chair in Cognitive Neuroprosthetics an der École Polytechnique Fédérale de Lausanne (EPFL) und leitet das Laboratory of Cognitive Neuroscience am Brain-Mind-Institut der EPFL und ist Professor für Neurologie an den Universitätsspital Genf. Blanke ist bekannt für seine Forschung über die neurologischen Grundlagen des Selbstbewusstseins und der außerkörperlichen Erfahrungen.

## Karriere
Von 1989 bis 1996 studierte Blanke Medizin an der Freien Universität Berlin, an der Universität Pierre und Marie Curie, Paris, und an der Universität Genf. Auf seine Promotion in Neurophysiologie am Institut für Neurophysiologie der Freien Universität Berlin folgte 1996 eine Postdoc-Forschung in Neurologie in Genf, wo er sich auf Epileptologie und Verhaltensneurologie spezialisierte. 1999 wurde er Assistenzarzt in Neurologie am Universitätsspital Genf und 2003 Leiter einer unabhängigen Forschungsgruppe an der Universität Genf. Im Jahr 2004 wurde er zum Assistenzprofessor ernannt und gründete das auf Robotik und virtuelle Realität spezialisierte Laboratory of Cognitive Neuroscience am Brain-Mind-Institut der École Polytechnique Fédérale de Lausanne (EPLF). Im selben Jahr wurde er zum Dozenten an der Universität Genf ernannt. 
Seit 2012 ist Blanke ordentlicher Professor für Neurowissenschaften an der EPFL, von 2012 bis 2018 war er Gründungsdirektor des Center for Neuroprosthetics an der EPFL. 2013 wurde er zum ordentlichen Professor in der Abteilung für klinische Neurowissenschaften am Universitätsspital Genf ernannt.
Blanke ist Mitglied beim Stiftungsrat der Stiftung Pfizer Forschungspreis.

## Forschung
Blankes Forschung widmet sich der neurowissenschaftlichen Untersuchung der multisensorischen Körperwahrnehmung und ihrer Relevanz für das Selbstbewusstsein durch den Einsatz einer breiten Palette von Methoden wie der Neuropsychologie, der invasiven und nicht-invasiven Elektrophysiologie und der bildgebenden Verfahren bei gesunden Probanden, neurologischen und psychiatrischen Patienten (z. B. Außerkörperliche Erfahrung). Er erforscht die neuronalen Mechanismen der Körperwahrnehmung, wobei er psychophysische und kognitive Paradigmen durch die Anwendung von Bildgebungsverfahren kombiniert. Er etablierte den Einsatz von technischen Techniken wie Robotik und Haptik, virtuelle Realität (VR) und Erweiterte Realität (Englisch: augmented reality (AR)) und deren vollständige Integration mit verhaltensbezogenen und physiologischen Aufzeichnungen (z. B. EEG und MRI). Er ist einer der Initiatoren der neuen Forschungsrichtung „Kognetik“ (englisch: cognetics), die Robotik und digitalen Technologien kombiniert und in Kognitions- und Bewusstseinsstudien zum Einsatz bringt. 
Seine klinischen Forschungsprojekte konzentrieren sich auf die Entwicklung neuer diagnostischer und therapeutischer Ansätze. Durch den Einsatz von Robotik in der Neurologie entwickelt er tragbare Geräte für neue diagnostische und therapeutische Ansätzen bei Parkinson-Patienten, die an Halluzinationen und Demenz leiden. Seine Projekte zu "Digiceuticals" befassen sich mit neuartigen immersiven digitalen Geräten und Therapien für chronische Schmerzen und verwandten Zuständen durch die Integration digitaler Technologien (VR, AR) mit Hirnstimulation und neuester Forschung aus den kognitiven Neurowissenschaften. Seine Geräte vermitteln Schmerzlinderung bei Patienten, die unter einem komplexen regionalen Schmerzsyndrom, Phantomschmerzen in den Gliedmaßen und neuropathischen Beinschmerzen bei Rückenmarkverletzungen leiden.
Durch Stimulation der rechten temporoparietalen Verbindung (eine Region, in der der Temporallappen und der Parietallappen des Gehirns zusammenkommen) konnte Blanke bei Patienten Erfahrungen hervorzurufen, die den außerkörperlichen Erfahrungen ähneln.

## Auszeichnungen
- Cloëtta Prize der Prof. Dr. Max Cloëtta Foundation (2012)[13]
- Robert Bing Prize (2006)[14]
- Pfizer Prize (2005)[10]
- Leenaards Prize in (2003)[15]

## Publikationen (Auswahl)
- mit H. D. Park, F. Bernasconi, R. Salomon, C. Tallon-Baudry, L. Spinelli, M. Seeck, K. Schaller: Neural sources and underlying mechanisms of neural responses to heartbeats, and their role in bodily selfconsciousness: An intracranial EEG study. In: Cerebral Cortex. Band 7, 2017, S. 1–14.
- mit M. Slater, A. Serino: Behavioral, Neural, and Computational Principles of Bodily Self-Consciousness. In: Neuron. Band 88, 2015, S. 145–166.
- mit P. Pozeg, M. Hara, L. Heydrich, A. Serino, A. Yamamoto, T. Higuchi, R. Salomon, M. Seeck, T. Landis, S. Arzy, B. Herbelin, H. Bleuler, G. Rognini: Neurological- and robot-controlled induction of an apparition. In: Current Biology. Band 24, 2014, S. 2681–2686.
- mit J. E. Aspell, L. Heydrich: Turning body and self-inside out: Visualized heartbeats alter bodily self-consciousness and tactile perception. In: Psychological Science. Band 24, 2013, S. 2445–2453.
- O. Blanke: Multisensory brain mechanisms of bodily self-consciousness. In: Nature Reviews Neuroscience. Band 13, 2012, S. 556–571.
- mit S. Ionta, L. Heydrich, B. Lenggenhager, M. Mouthon, R. Gassert: Temporo-parietal cortex encodes self-location and first-person perspective. In: Neuron. Band 70, 2011, S. 363–374.
- mit T. Metzinger: Full-body illusions and minimal phenomenal selfhood. In: Trends in Cognitive Science. Band 13, 2009, S. 7–13.
- mit B. Lenggenhager, T. Tadi, T. Metzinger: Video ergo sum. Manipulating bodily self-consciousness. In: Science. Band 317, 2007, S. 1096–1099.
- mit L. Spinelli, T. Landis, M. Seeck: Out-of-body experience and autoscopy of neurological origin. In: Brain. Band 127, 2004, S. 243–258.